# Scotopteryx luridata
Espèce
Scotopteryx luridata est un insecte lépidoptère de la famille des Geometridae.